# Куртмоллаев, Эмирасан
Эмираса́н (Эмир-Асан) Куртмолла́ев (крымскотат. Emirasan Qurtmollayev, Эмирасан Къуртмоллаев; 7 [20] декабря 1902, Биюк-Озенбаш, Таврическая губерния — 11 апреля 1973, Алма-Ата) — советский лингвист. Кандидат филологических наук (1933). Участник Великой Отечественной войны.

## Биография
Родился 7 (20) декабря 1902 года в селе Биюк-Озенбаш Ялтинского уезда Таврической губернии в семье состоятельного крестьянина. Кроме него у родителей было ещё двое мальчиков и двое девочек. Начальную школу Эмирасан окончил в родном селе.
В 1922 году поступил в Крымский татарский педагогический техникум, где учился на протяжении четырёх лет. После окончания техникума поступил на факультет крымскотатарского языка и литературы Крымского государственного педагогического института имени М. В. Фрунзе, где учился до 1930 года. По окончании техникума в течение года работал учителем в начальной школе села Эфендикой и продолжал учёбу в вузе. В 1933 году окончил аспирантуру Крымского пединститута и защитил кандидатскую диссертацию.
С 1933 по 1941 год — преподаватель Крымского пединститута. Параллельно являлся старшим научным сотрудником Крымского НИИ языка и литературы имени Пушкина. Способствовал развитию крымскотатарского языка. Выступал с докладами на первой (1930) и третьей (1934) научных языковых конференциях. Автор и соавтор ряда учебников для школ, включая «Орфографический словарь крымскотатарского языка» (1936).
С началом Великой Отечественной войны был призван в РККА. Служил командиром взвода в составе пехотного полка в звании младшего лейтенанта. В марте 1942 года присоединился к подпольной деятельности в Крыму. В ходе освобождения полуострова от нацистов взвод под командованием Куртмоллаева спас от разграбления винные подвалы Массандры.
В 1944 году во время депортации крымских татар был выслан в Булунгурский район Самаркандской области Узбекской ССР. Позднее переехал в Алма-Ату Казахской ССР, где проживала его семья. Преподавал историю СССР и казахский язык, позднее работал в Министерстве просвещения Казахской ССР. Являлся преподавателем Ташкентского педагогического института, где читал курс методики преподавания крымскотатарского языка.
Скончался 11 апреля 1973 года в Алма-Ате, где и был похоронен.

## Семья
Супруга — врач-педиатр Анифе Сафаевна. Дочь — Леньяр.